# Sint-Paulusbekeringkerk (Moeskroen)

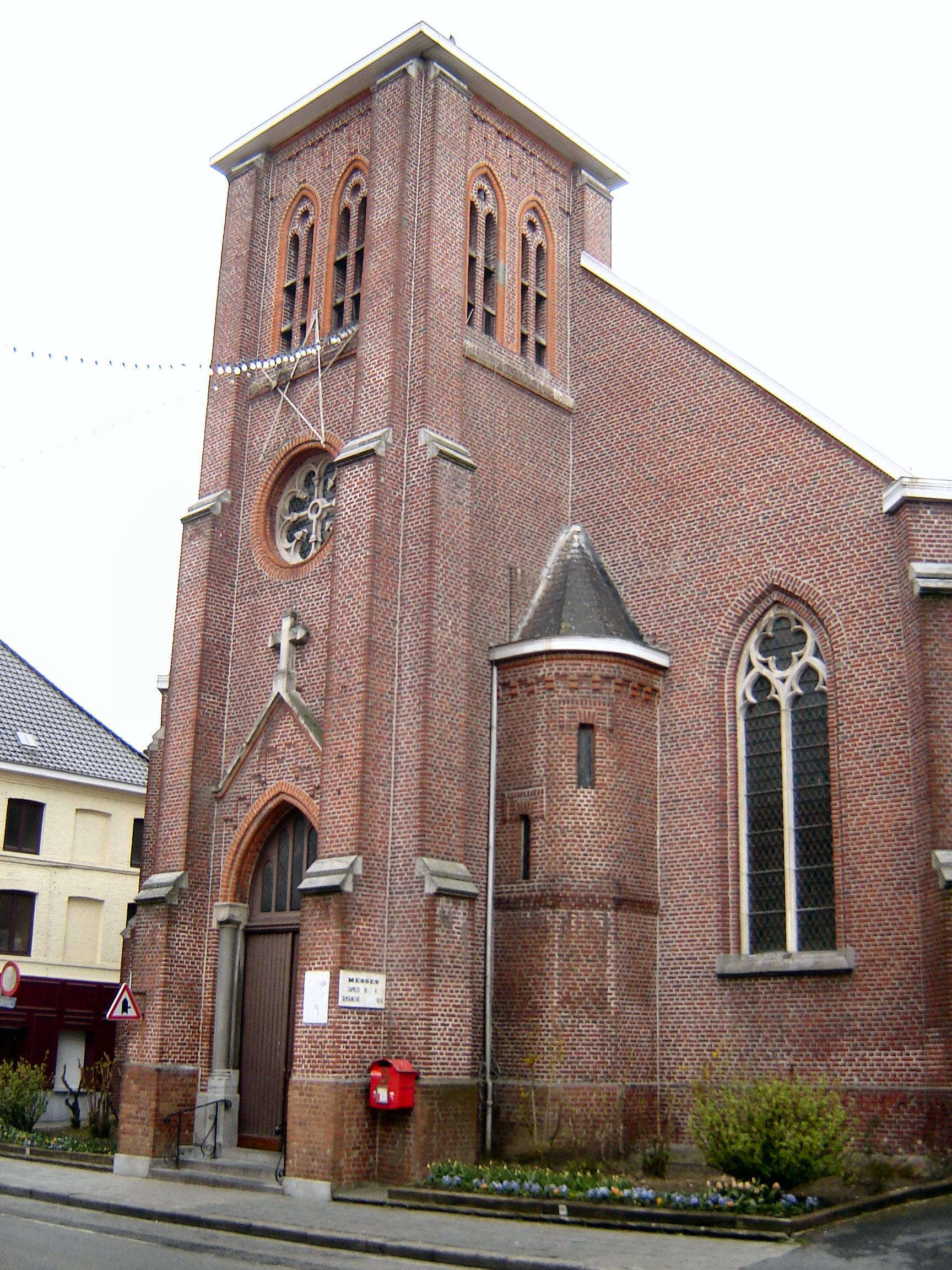
Sint-Paulusbekeringkerk

De Sint-Paulusbekeringkerk (Frans: Église de la Conversion de Saint-Paul) is een parochiekerk in de tot de stad Moeskroen behorende wijk Risquons-Tout, gelegen aan de Rijselsteenweg 190.
Deze neogotische kerk werd gebouwd in twee fasen: van 1868-1869 werd het koor met drie traveeën gebouwd; 1875-1876 werden nog twee traveeën toegevoegd en werd ook de westtoren gebouwd, die half-ingebouwd is in de voorgevel. De kerkruimte wordt overkluisd door kruisgewelven.
Het kerkmeubilair is voornamelijk neogotisch. Er is in 1881 een zeer grote Mariagrot nabij de kerk gebouwd, aan de Grotstraat 62.